# Liste des plus hauts gratte-ciel en Amérique du Nord
 (janvier 2025).
Cet article dresse une liste des plus hauts gratte-ciel nord-américains, avec la hauteur (en mètre), l'année de construction et le nombre d'étages.

## Méthodologie
La liste suivante est basée sur les critères suivants :
- Les structures considérés sont des gratte-ciel, c’est-à-dire des immeubles de grande hauteur dont la moitié de la hauteur au minimum est composée d'espaces utilisables. Les tours auto-portantes (Tour CN), mâts de radio-diffusion, piles de pont, ou cheminée d'usine ne sont pas pris en compte.
- La hauteur prise en compte est la hauteur structurelle de l'édifice, c’est-à-dire comprenant les flèches éventuelles. La hauteur du toit peut être moindre ; les antennes ne faisant pas partie du gratte-ciel à proprement parler ne sont pas incluses.
- À hauteur égale, les bâtiments sont classés de préférence par nombre d'étages décroissant, puis par année de construction décroissante, puis par ordre alphabétique.
- Géographiquement, ne sont pris en compte que les immeubles situés en Amérique du Nord, Mexique inclus.

## Liste des gratte-ciel d'Amérique du Nord construits
| Place | Nom                                 | Ville       | Pays       | Année | Hauteur (m) | Étages |
| ----- | ----------------------------------- | ----------- | ---------- | ----- | ----------- | ------ |
| 1     | Tour du CN                          | Toronto     | Canada     | 1976  | 553,33      | 116    |
| 2     | One World Trade Center              | New York    | États-Unis | 2013  | 546,20      | 94     |
| 3     | Willis Tower                        | Chicago     | États-Unis | 1974  | 442,1       | 108    |
| 4     | 432 Park Avenue                     | New York    | États-Unis | 2015  | 425,5       | 85     |
| 5     | Trump International Hotel and Tower | Chicago     | États-Unis | 2009  | 423,2       | 98     |
| 6     | Empire State Building               | New York    | États-Unis | 1931  | 381         | 102    |
| 7     | Bank of America Tower               | New York    | États-Unis | 2009  | 365,8       | 55     |
| 8     | Aon Center                          | Chicago     | États-Unis | 1973  | 346,3       | 83     |
| 9     | 875 North Michigan Avenue           | Chicago     | États-Unis | 1969  | 343,7       | 100    |
| 10    | Chrysler Building                   | New York    | États-Unis | 1930  | 318,9       | 77     |
| 11    | New York Times Tower                | New York    | États-Unis | 2007  | 318,8       | 52     |
| 12    | Bank of America Plaza               | Atlanta     | États-Unis | 1992  | 311,8       | 55     |
| 13    | U.S. Bank Tower                     | Los Angeles | États-Unis | 1990  | 310,3       | 73     |
| 14    | The Franklin - North Tower          | Chicago     | États-Unis | 1989  | 306,9       | 60     |
| 15    | One57                               | New York    | États-Unis | 2014  | 306,1       | 75     |
| 16    | JPMorgan Chase Tower                | Houston     | États-Unis | 1982  | 305,4       | 75     |
| 17    | Two Prudential Plaza                | Chicago     | États-Unis | 1990  | 303,3       | 64     |
| 18    | Wells Fargo Plaza                   | Houston     | États-Unis | 1983  | 302,4       | 71     |
| 19    | First Canadian Place                | Toronto     | Canada     | 1975  | 298,1       | 72     |
| 20    | 4 World Trade Center                | New York    | États-Unis | 2014  | 297,7       | 65     |